# 武九铁路
武九铁路，全称武昌—九江铁路:77，是中华人民共和国一条由湖北省武汉市通往江西省九江市的铁路，全长262千米，也是中国铁路「八纵八横」铁路网主骨架的建构策略中「八横」之一沿江通道的一部分。铁路等级为一级复线。

## 概述
线路自武昌站出发一路向北、穿越沙湖后抵达长江右岸徐家棚的武昌北站，后经过武汉钢铁厂、何刘、葛店、鄂州（鄂城）、广山，自西北往东南穿越黄石境内的鄂东南江汉平原，后穿过赣北鄱阳湖盆地，最终抵达沙河街（今庐山站）。:77-78
武九铁路在武昌站与京广铁路接轨，在武昌东站二场与滠武铁路接轨，在何刘站与武昌南环铁路接轨，在庐山站与南浔铁路（今京九铁路）接轨。
本线武昌站至枫林分界点（K185+809）由武汉局集团运营，枫林分界点至庐山站（旧称沙河街站）由南昌局集团运营。:66。另外武昌站至楠栂庙站之间经由武昌北环铁路的正线已于2018年5月24日废线。

## 历史
武九铁路的各段在历史上曾分别作为不同的铁路线的一部分建成，全线贯通后正线走向亦数度调整，下面将依时间顺序分别介绍。

### 早期历史
早在清末，清政府就有计划京师到广州的干线中分出一条支线进入江西的鄂赣铁路计划。九一八事变后，国民政府失去了东北地区，同时华北也沦为日本势力范围。为对抗之，国民政府为加强在中南地区的控制力度，计划扩充铁路网络。鄂赣线亦在其计划之中，但最后并未有实施之可能。
本线在铁山—新下陆、武昌—武昌北间分别沿用了旧铁山运道与粤汉铁路的铁路设施，以下对这段部分进行介绍。

#### 铁山运道
光绪十六年（1890年），张之洞在大冶县铁山铺成立大冶矿务局，为把铁山的矿石运往汉阳铁厂冶炼，决定修筑一条从铁山通往石灰窑江边的运矿铁路，全长30.571千米，1891年4月兴建，1892年8月通车。
1938年2月2日武汉会战前夕，国民政府经济部与军政部兵工署在武汉联合成立钢铁迁建委员会，以拆迁汉阳铁厂、大冶厂矿等处的设备，西迁重庆。国军撤退时拆除了铁山运道的钢轨，还将全部桥梁、十多辆大矿车、码头上的大小趸船以及下陆至铜鼓地一段7.5千米的路基炸毁。同年10月20日，铁山沦陷，日本制铁株式会社在大冶铁矿成立了大冶矿业所，立即着手恢复这条铁路。1939年4月3日，铁山运道再度通车。

#### 粤汉铁路

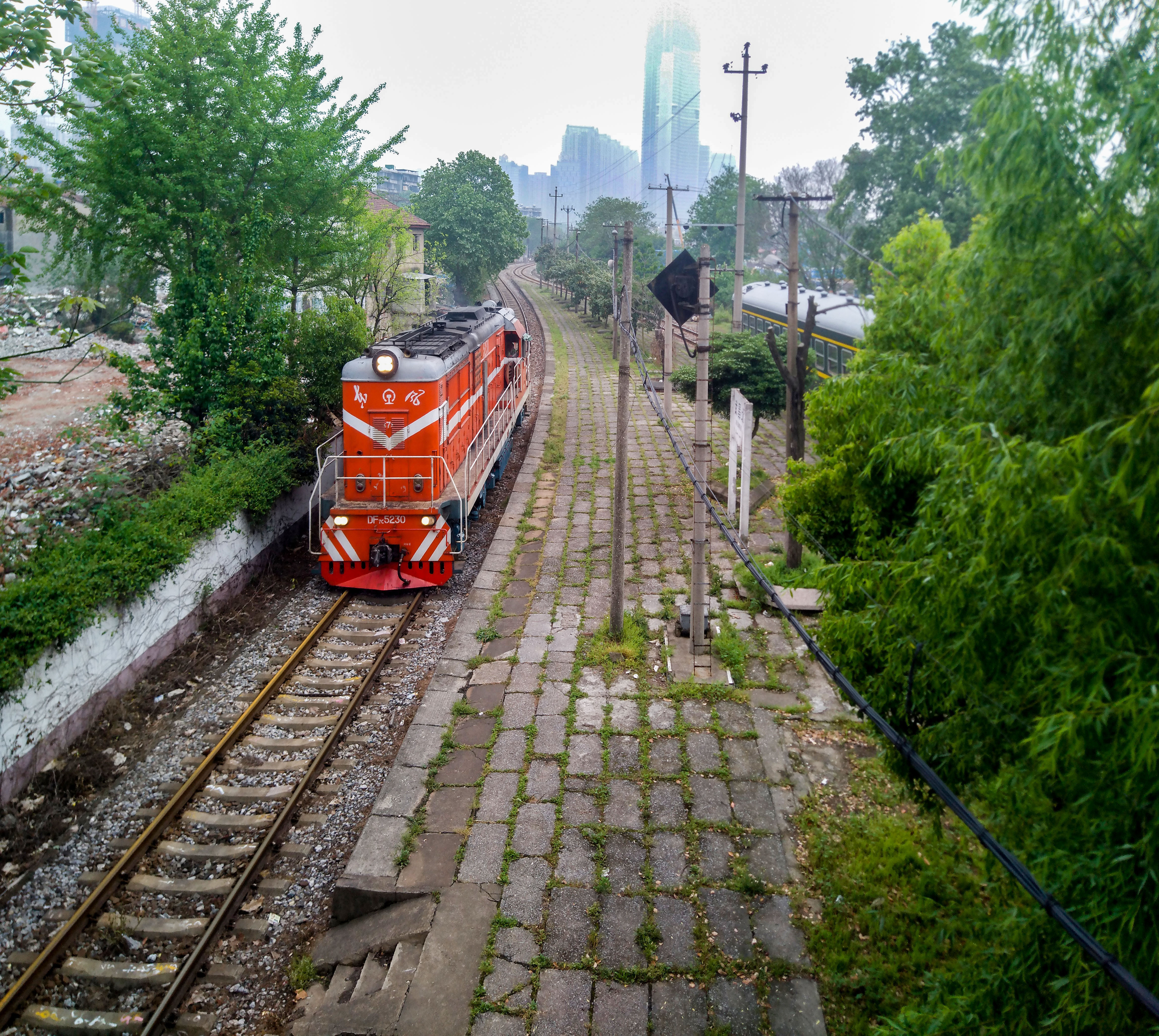
由武昌北客车整备所开往武昌东站的08309次市郊车底回送列车正在武昌北站等待机车换向，远处的高层建筑为建设中的武汉绿地中心

1900年7月，粤汉铁路动工，湘鄂段最早在鲇鱼套开工。但在修筑长沙至株洲一段后已经资金不足，湖南粤汉铁路公司虽然通过发行股票筹得831万银元，但仍入不敷支。因为资金及徵地问题，武昌段停工达7年。最后只好在1909年与德国、英国、法国的银行团签订《湖广铁路借款合同》，借款550万英磅，利息五厘，以修筑余下路段。
再开工时，汉粤川铁路会办兼总工程师詹天佑重新选择了站鲇鱼套以北“地面开阔，水流不急”的徐家棚，自此徐家棚成为粤汉铁路的终点站。1918年9月16日，湘鄂段竣工通车，自武昌徐家棚站（今武昌北站）至长沙，全长365公里。
1921年4月8日，徐家棚码头的旅客轮渡通航。此前，京汉铁路已于1906年4月1日正式通车，故来往北方地区的乘客会从徐家棚站下车，乘船来往长江对岸汉口的粤汉码头与临近的京汉铁路刘家庙站，再转乘其他列车。1937年3月10日，刘家庙站与徐家棚站的两座铁路轮渡码头竣工，列车从此可以经由轮渡跨越长江，是中国历史上第二个铁路轮渡码头。然而1938年，日本侵略军进逼武汉，火车轮渡被迫停航，直至中国抗日战争结束后的1947年才重新开航。
1957年10月15日，武汉长江大桥开通，京汉与粤汉两条铁路接轨，形成京广铁路，列车无需再通过铁路轮渡。原先只是一个小站的武昌南站，由于在京广铁路正线上，逐渐承担起大部分的客运业务，成为了武昌地区的主要铁路客运站，并更名为武昌站。之后轮渡码头被整体裁撤，码头工作人员及“北京号”、“汉口号”、“上海号”等渡船被整体调往芜湖、南京。武昌北站与这段粤汉铁路旧线也随之冷清下来，只负责货运和编组任务。

### 武大铁路区间
进入50年代，铁道部规划了武汉经九江、湖口抵达杭州的“武杭铁路”，本线以“鄂赣铁路”之名展开规划:64。1958年，作为中华人民共和国第一个五年计划的156项重点工程之一，武汉钢铁厂建成投产。为便于运输原料与产品，原粤汉铁路被向北延长至该厂附近的武昌东站，时谓徐青工业支线。随后该线又进一步延长至铁山站与铁山运道相连，将大冶铁矿的铁矿石运往武汉钢铁厂。自此武昌站经武昌北站、铁山站的铁路贯通，合称为武大铁路。1965年5月，大冶冶炼厂为运输铜录山矿的矿石以及建设物资，报请冶金部、铁道部修建新下陆至铜录山的铁路专用线，当年12月31日完工，并将既有铁黄线铜鼓地至新下陆段改修。1968年9月1日，专用线移交至铁路部门，武大正线经大冶站延长至铜录山站。1970年8月17日，武昌东站至铁山站区间开始复线化改造，1971年10月投入使用。

### 大沙铁路区间
早在1956年7月武大区间设计完成后，铁四院随即展开对大沙区间的勘测设计，选定了经由沙河街的北线与经由徐家埠的南线与南浔线接轨。后因南线方案施工难度较大，故采用北线方案。1958年8月，施工设计完成，当年12月，江西境内部分开始建造。1959年5月停工，随即铁道部对设计文件进行复查。1965年8月，铁道部下达《鄂赣线铁山——沙河街段审查意见》，将规划名称鄂赣线改称武沙线（武昌—沙河街）。11967年，由于武大铁路延长至铜录山，原计划与铁山站接轨的线路改与大冶站接轨。1978年铁道部再次派出勘测队勘测大沙线，1980年6月完成勘测，但由于当时中央政府未对该线有投资计划因此一度封存。:65
1983年5月18日，大冶站至沙河街站（今庐山站）的大沙铁路动工，全长129.35公里，该工程后来成为铁道部“中取华东”计划中“东西第二通道”（大冶—沙河街—向塘西）的一部分，至1989年6月1日全线贯通。1990年10月1日，武大铁路与大沙铁路接轨，自此合称武九铁路。

### 改造与提速

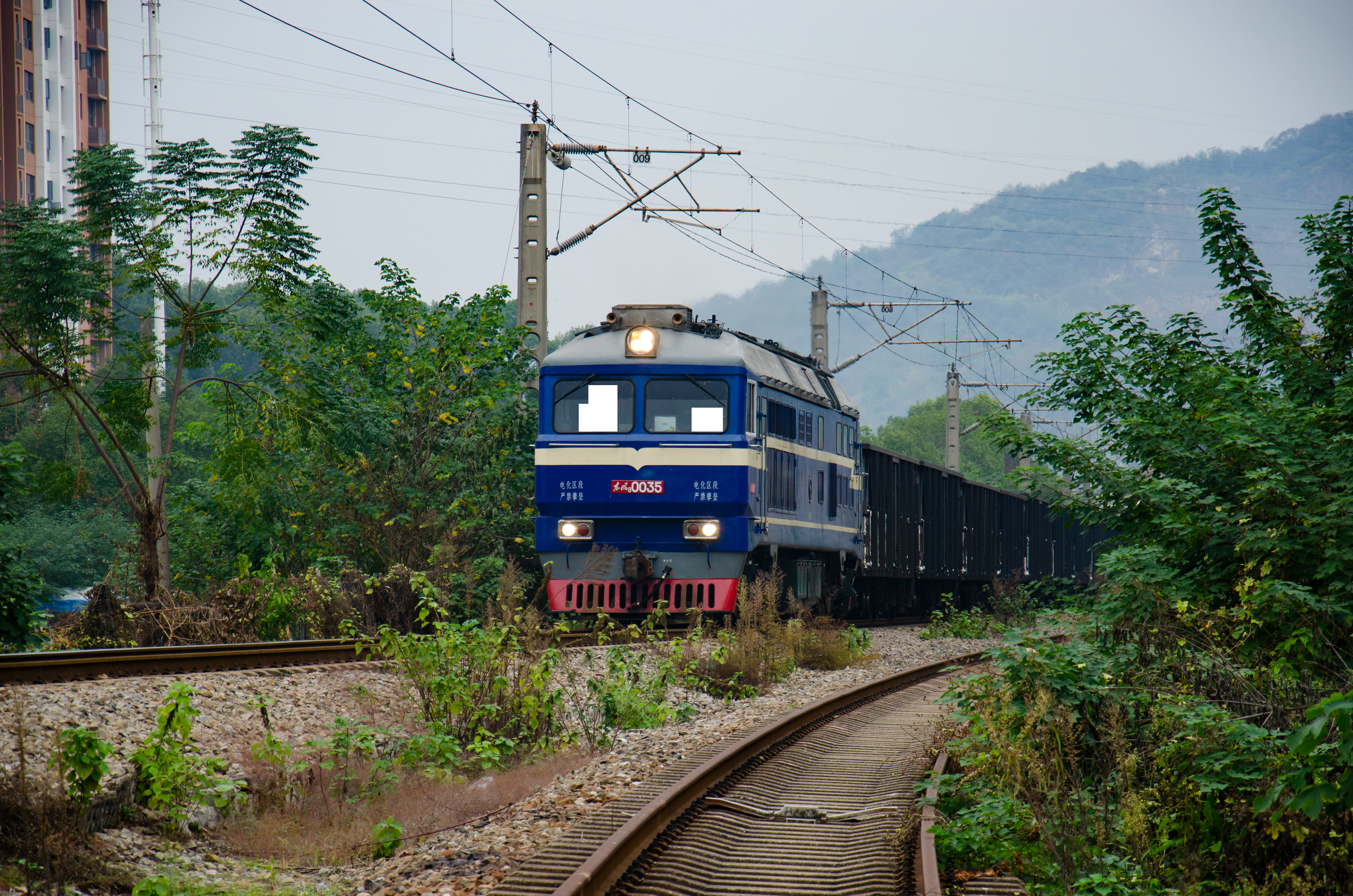
东风8型0035号机车通过大冶附属线，右侧为已经废线的黄石东线（2023年）

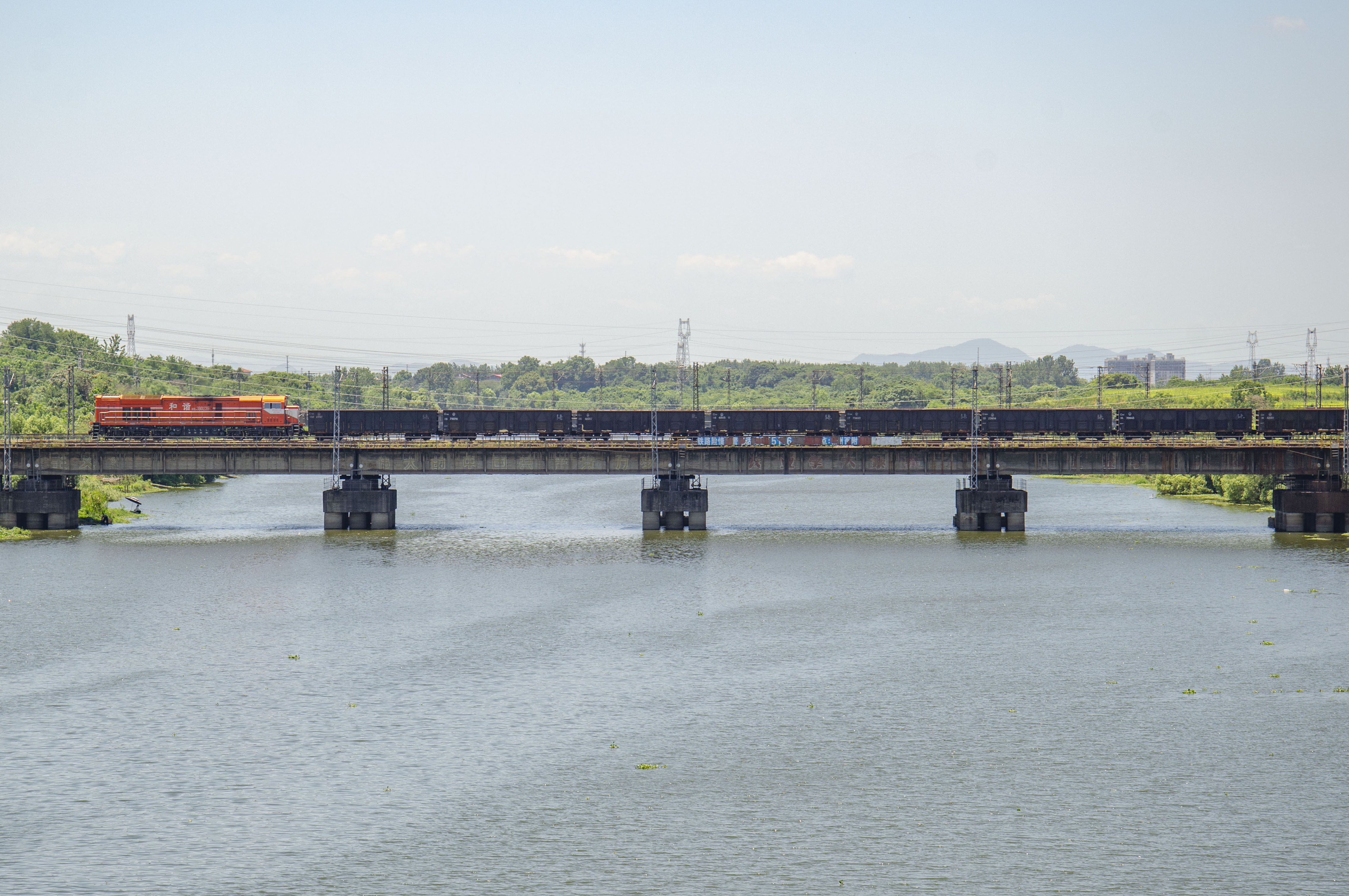
鄂州西站站调牵引煤列通过鄂州西附属线樊口大桥

2003年，为迎接中國铁路第六次大提速，武九线复线化及扩能改造项目开工，2005年完工。樊口站至鄂州站、铁山站至大箕铺站间新建复线截弯取直，并新建黄石站，原黄石站则更名为黄石东站。既有经由鄂州西站的线路成为鄂州西附属线，经由新下陆站、罗家桥站、大冶站的线路成为大冶附属线，此二线皆为本线之附属线路。
2008年，武九铁路开始电气化改造，2010年完工，实现了200km/h运行的目标，原武九铁路上的旅客列车在武汉铁路枢纽内全部改由京广铁路、武昌南环铁路运行。2010年9月20日起，武九线上每天开行8对往返武汉与南昌之间的动车组。汉宜铁路和昌福铁路开通后，该线路更成为了连接东南地区和华中地区的大动脉，每天运行13对动车组。
2017年9月21日，武九客运专线开通运营，原先经武九线的动车组列车全部改由武九客专运行。

### 武昌北环线拆除
武昌北环线，是本线通过武昌市区北侧的一段正线，与南环线相对，故称武九北环线。早在武汉市总体规划（1996—2020）中，就因其前身徐青工业支线是为服务武钢临时建设之线路，市府准备拆除武昌北站至楠栂庙之间的武九线，将铁路正线南移，新设“新武昌北站”。但因战备码头的缘故，当时仍然计划保留武昌北站至沙湖站间的轨道。
后续而言如上的规划并未能实现。2018年，武九铁路正线武昌北环段武昌至楠栂庙区间列入武汉市政府拆除计划。该铁路段从南至北经过武昌、沙湖、武昌北、八大家4个车站，终点至青山楠栂廟，长约17.9公里，平均宽度20.40米，用地面积共101.3公顷。2018年5月24日上午9时，北环线正式拆除。

## 车站

### 正线
| 武九铁路 |            |            |        |        |        |                        |                  |                  |
|          |            |            |        |        |        |                        |                  |                  |
| 里程     | 站名       | 车站等级   | 所在地 | 所在地 | 所在地 | 营运者                 | 站别             | 备注             |
| 0        | 武昌       | 特等站     | 湖北省 | 武汉市 | 武昌区 | 武汉局集团武汉车站     | 客运站           | [ 註 1 ]         |
| K2+770   | 沙湖       | 五等站     | 湖北省 | 武汉市 | 武昌区 | 废止                   | 会让站           | [ 註 1 ]         |
| K7+170   | 武昌北     | 二等站     | 湖北省 | 武汉市 | 武昌区 | 废止                   | 客货运站         | [ 註 1 ]         |
| K13+575  | 八大家     | 四等站     | 湖北省 | 武汉市 | 青山区 | 废止                   | 客货运站         | [ 註 1 ]         |
| K17+712  | 楠栂庙     | 四等站     | 湖北省 | 武汉市 | 青山区 | 武汉局集团武昌车务段   | 货运站           | [ 註 2 ]         |
| K23+802  | 武东客场   | 一等站     | 湖北省 | 武汉市 | 洪山区 | 武汉局集团武昌车务段   | 货运编组站       | [ 註 3 ]         |
| K29+200  | 武东二场   | 一等站     | 湖北省 | 武汉市 | 洪山区 | 武汉局集团武昌车务段   | 货运编组站       | [ 註 3 ]         |
| K34+065  | 何刘       | 四等站     | 湖北省 | 武汉市 | 洪山区 | 武汉局集团武昌车务段   | 货运站           |                  |
| K44+115  | 新店       | 四等站     | 湖北省 | 武汉市 | 洪山区 | 武汉局集团武昌车务段   | 货运站           |                  |
| K51+400  | 葛店       | 四等站     | 湖北省 | 鄂州市 | 华容区 | 武汉局集团武昌车务段   | 货运站           |                  |
| K58+529  | 华容       | 四等站     | 湖北省 | 鄂州市 | 华容区 | 武汉局集团武昌车务段   | 客运站           | [ 註 4 ]         |
| K64+040  | 胡林       | 四等站     | 湖北省 | 鄂州市 | 华容区 | 废止                   | 货运站           |                  |
| K67+472  | 鄂州北     | 四等站     | 湖北省 | 鄂州市 | 华容区 | 武汉局集团武昌车务段   | 货运站           |                  |
| K73+850  | 樊口       | 五等站     | 湖北省 | 鄂州市 | 鄂城区 | 废止                   | 货运站           | [ 註 5 ]         |
| K81+130  | 鄂州       | 二等站     | 湖北省 | 鄂州市 | 鄂城区 | 武汉局集团武昌车务段   | 客货运站         |                  |
| K82+125  | 鄂州二场   | 二等站     | 湖北省 | 鄂州市 | 鄂城区 | 武汉局集团武昌车务段   | 客货运站         | [ 註 6 ]         |
| K100+847 | 铁山       | 二等站     | 湖北省 | 黄石市 | 铁山区 | 武汉局集团武昌车务段   | 货运站           |                  |
| K108+146 | 黄石       | 三等站     | 湖北省 | 黄石市 | 大冶市 | 武汉局集团武昌车务段   | 客货运站         |                  |
| K125+954 | 大箕铺     | 五等站     | 湖北省 | 黄石市 | 大冶市 | 武汉局集团武昌车务段   | 货运站           |                  |
| K142+868 | 浮屠街     | 五等站     | 湖北省 | 黄石市 | 阳新县 | 武汉局集团武昌车务段   | 货运站           |                  |
| K152+146 | 阳新       | 三等站     | 湖北省 | 黄石市 | 阳新县 | 武汉局集团武昌车务段   | 客货运站         |                  |
|          | 大老铺     |            | 湖北省 | 黄石市 | 阳新县 | 废止                   | 货运站           |                  |
| K174+324 | 西河村     | 五等站     | 湖北省 | 黄石市 | 阳新县 | 武汉局集团武昌车务段   | 货运站           |                  |
| K185+809 | 枫林分界点 | 枫林分界点 | 湖北省 | 黄石市 | 阳新县 | 武汉局南昌局局界       | 武汉局南昌局局界 | 武汉局南昌局局界 |
| K191+500 | 东龙       |            | 湖北省 | 黄石市 | 阳新县 | 废止（原属武汉局管辖） | 货运站           | [ 註 7 ]         |
| K201+892 | 夏畈       | 四等站     | 江西省 | 九江市 | 瑞昌市 | 南昌局集团九江车务段   | 货运站           |                  |
| （K213） | 白杨畈     | 四等站     | 江西省 | 九江市 | 瑞昌市 | 南昌局集团九江车务段   | 货运站           |                  |
| （K210） | 瑞昌       | 四等站     | 江西省 | 九江市 | 瑞昌市 | 南昌局集团九江车务段   | 客货运站         |                  |
|          | 新塘铺     |            | 江西省 | 九江市 | 柴桑区 | 废止                   | 货运站           |                  |
| （K242） | 九里垄     | 四等站     | 江西省 | 九江市 | 柴桑区 | 南昌局集团九江车务段   | 货运站           |                  |
| K247+700 | 庐山       | 争议       | 江西省 | 九江市 | 柴桑区 | 南昌局集团九江车务段   | 客运站           | [ 註 9 ]         |

### 附属线
| 武九铁路鄂州西附属线 |        |          |                    |                      |          |           |  |  |
|                      |        |          |                    |                      |          |           |  |  |
| 里程                 | 站名   | 车站等级 | 所在地             | 营运者               | 站别     | 备注      |  |  |
| 0                    | 鄂州北 | 四等站   | 湖北省鄂州市华容区 | 武汉局集团武昌车务段 | 货运站   |           |  |  |
| 0                    | 樊口   | 五等站   | 湖北省鄂州市鄂城区 | 废止                 | 会让站   | [ 註 10 ] |  |  |
| K7+850               | 鄂州西 | 二等站   | 湖北省鄂州市鄂城区 | 武汉局集团武昌车务段 | 货运站   | [ 註 11 ] |  |  |
| K12+088              | 鄂州   | 二等站   | 湖北省鄂州市鄂城区 | 武汉局集团武昌车务段 | 客货运站 |           |  |  |

| 武九铁路大冶附属线 |        |          |                    |                      |        |           |  |  |
|                    |        |          |                    |                      |        |           |  |  |
| 里程               | 站名   | 车站等级 | 所在地             | 营运者               | 站别   | 备注      |  |  |
| 0                  | 铁山   | 二等站   | 湖北省黄石市铁山区 | 武汉局集团武昌车务段 | 货运站 |           |  |  |
| K5+165             | 新下陆 | 四等站   | 湖北省黄石市大冶市 | 武汉局集团武昌车务段 | 货运站 |           |  |  |
| K11+559            | 罗家桥 | 四等站   | 湖北省黄石市大冶市 | 武汉局集团武昌车务段 | 货运站 |           |  |  |
| K16+399            | 大冶   | 三等站   | 湖北省黄石市大冶市 | 武汉局集团武昌车务段 | 货运站 | [ 註 12 ] |  |  |
| K27+438            | 大箕铺 | 五等站   | 湖北省黄石市大冶市 | 武汉局集团武昌车务段 | 货运站 |           |  |  |

## 轶事
2018年4月12日，由于武汉市政施工，武昌站至武昌南站区间京广铁路下行线线路塌陷。当日部分京广铁路南段南下列车及武九线下行经由之列车被迫经由武九北环线绕行。由于本线武昌至武东客场区间未电气化，因此列车需在武昌站加挂内燃机车后换向走行。